# José Segura
Pour les articles homonymes, voir Segura (homonymie).
Josep Segura Rius, également connu comme Pep Segura, né le 23 janvier 1961 à  Olesa de Montserrat (province de Barcelone, Espagne), est un entraîneur espagnol de football. 

## Biographie
Il est l'assistant de Lorenzo Serra Ferrer à l'AEK d'Athènes.
À la suite du limogeage de Takis Lemonis, Josep Segura remporte avec l'Olympiakos FC le championnat et la Coupe de Grèce en 2008.
En mai 2009, Segura rejoint Liverpool FC en tant que directeur de l'académie de jeunes du club. Sa mission était de structurer et développer l’académie des Reds
Le 12 mars 2011, il devient entraîneur de l'équipe réserve de Liverpool à la suite du limogeage de John McMahon.
Pep Segura quitte Liverpool le 25 septembre 2012.
Le 20 juillet 2015, Josep Segura est nommé directeur du football formateur professionnel au FC Barcelone.

## Carrière
- 2001–2002 : Professeur d'éducation physique à Lérida.
- 2002–2003 : Assistant de Lorenzo Serra Ferrer au FC Barcelone.
- 2003–2004 : Assistant au FC Barcelone B.
- 2004–2006 : Professeur à l'Université de Lérida.
- 2006–2007 : Assistant de Lorenzo Serra Ferrer à l'AEK Athènes.
- 2007–2008 : Assistant de l'entraîneur Takis Lemonis à l'Olympiakos FC.
- 2008–2009 : Entraîneur de l'Olympiakos FC.
- 2009–2012 : Directeur de l'académie de jeunes au Liverpool FC.
- 2015-2019 : Directeur du football au FC Barcelone.